# Yves Marchesseau
Pour les articles homonymes, voir Marchesseau.
Compléments
- sonneur du gong et geôlier dans Fort Boyard (1994-2013)

Yves Marchesseau dit la Boule, est un acteur de télévision français, né le 21 avril 1952 à Rochefort (Charente-Maritime) et mort le 29 septembre 2014 à Saintes (Charente-Maritime).
Il est connu pour avoir incarné le personnage de la Boule de l'émission Fort Boyard.

## Biographie

### Origines
Yves Patrick Marchesseau naît en 1952 à Rochefort en Charente-Maritime.

### Carrière
Yves Marchesseau commence sa carrière en exerçant plusieurs métiers. Il est d'abord cariste dans une usine de métallurgie avant de devenir vendeur de boules de pétanque pour la société Obut.
En 1994, il est recruté par la production de l'émission de divertissement Fort Boyard à la suite d'un casting auquel il se rend après avoir entendu un message radio : l'annonce précise que Adventure Line Productions recherche « un homme gros ». C'est ainsi que naît, dans le jeu télévisé, le personnage de «la Boule » — surnom donné par référence à son métier de vendeur de boules de pétanque.
De 1994 jusqu'en 2013, soit pendant vingt saisons, il joue le rôle de « La Boule » dans Fort Boyard : sa tâche consiste à frapper un gong en utilisant une mailloche afin de donner le départ du jeu ; en outre, lorsque les candidats ne parviennent pas à quitter la cellule avant la fin du temps imparti, la Boule les conduit dans les geôles du fort où ils restent jusqu’à ce qu’ils remplissent une des conditions de libération. Dans l'émission, la Boule ne parle jamais, afin de renforcer son aspect de geôlier terrifiant.
Le tournage d'une saison de Fort Boyard ne durant que deux mois, il utilise son image le reste de l'année pour faire quelques animations dans des centres commerciaux.
Dans une interview à Sud Ouest en 2013, il regrette que le tournage des émissions soit devenu une « usine » et perde sa convivialité d'autrefois.
En janvier 2014, il est condamné à six mois d'emprisonnement assortis d'un sursis avec mise à l'épreuve pendant deux ans, pour harcèlement téléphonique d'une de ses amies.
Il quitte l'émission Fort Boyard en mai 2014 pour raisons de santé. Il est remplacé par Félindra (Monique Angeon), la dompteuse, qui frappe le gong avec son fouet tandis que Mister-Boo (Cyril André) se charge de conduire les candidats prisonniers dans les geôles du fort.

### Mort
Yves Marchesseau meurt d'un cancer de l'œsophage couplé à un diabète dans la nuit du 28 au 29 septembre 2014 à l'âge de 62 ans, à l'hôpital de Saintes. Il est inhumé à Berneuil, en Charente-Maritime, le 3 octobre 2014.
Sa fille Stéphanie a rapporté qu'une semaine avant de mourir, Yves Marchesseau avait déclaré : « Fort Boyard était une revanche sur la vie, car le fait d'être « gros » et « chauve » lui a permis d'avoir ce rôle et lui a donné plus de vingt ans de bonheur ».